# Phasianellidae
Phasianellidae is een familie van weekdieren die behoort tot de slakken. Alle soorten komen wereldwijd voor in warme wateren.

## Taxonomie
De familie kent de volgende onderverdeling:
- Onderfamilie Phasianellinae Swainson, 1840
  - Geslacht Phasianella Lamarck, 1804
- Onderfamilie Gabrieloninae Hickman & McLean, 1990
  - Geslacht Gabrielona Iredale, 1917
- Onderfamilie Tricoliinae Woodring, 1928
  - Geslacht Tricolia Risso, 1826
  - Geslacht Eulithidium

## Taxonomie volgens WoRMS
- Eulithidium Pilsbry, 1898
- Gabrielona Iredale, 1917
- Hiloa Pilsbry, 1917
- Phasianella Lamarck, 1804
- Tricolia Risso, 1826